# Censo chileno de 1813
El Censo de Población de Chile realizado en la independencia bajo el periodo denominado como la Patria Vieja. Fue encargado al jurista Juan Egaña Risco, por orden de la Junta de Gobierno de 1813, formada por José Miguel Infante, Agustín de Eyzaguirre y Francisco Antonio Pérez, a raíz de la necesidad de empadronar a los residentes en el país, con motivo de conocer a cabalidad sobre la totalidad de la población. Se perfeccionó el sistema de empadronamiento colonial, que fue hecho en 1778. Aquel conteo, solo arrojó como resultado 190.919 blancos, 20.651 mestizos, 22.568 indios y 25.508 negros, un total de 259.646 habitantes en el territorio nacional, pero solo comprendieron la zona desde Atacama al Maule. 
Por esta razón, en 1813 se realiza el primer intento de levantamiento censal por parte del gobierno independiente, con la intención de abarcar el territorio comprendido entre Atacama y Concepción.

## Resultados generales
| Población Total | 823 685 | 100  |
| Total Hombres   | 400 525 | 49,5 |
| Total Mujeres   | 423 160 | 50,5 |

| Párrocos               | 146    |
| Clérigos               | 142    |
| Religiosos             | 478    |
| Hacendados             | 16 421 |
| Inquilinos             | 30 129 |
| Jornaleros             | 26 037 |
| Artesanos              | 5155   |
| Comerciantes           | 2294   |
| Militares              | 19 205 |
| Profesores y Literatos | 251    |
| Peones                 | 6441   |
| Criados                | 8221   |
| Esclavos               | 5179   |

## Fuente
- Censo de 1813 - INE

- Datos: Q5760476